# Белогрудый ёж
Белогрудый ёж, или белобрюхий ёж (лат. Erinaceus concolor), — млекопитающее рода евразийских ежей семейства ежовых. Является ближайшим родственником (сестринским таксоном) южного ежа (Erinaceus roumanicus), до конца XX века рассматривавшегося в качестве подвида восточноевропейского.

## Внешний вид
Белогрудый ёж похож на обыкновенного ежа, однако его голова и бока тёмно-бурые, заметно темнее горла и брюшка. Спина и бока, исключая мордочку и лапы, покрыты иглами. Иглы у основания и на концах белые, в середине покрыты чёрными и коричневыми полосами; их длина 2,5—3,5 см. Мех на брюшке коричневый, жёсткий, щетинистый. На груди всегда размытое белое пятно. Уши короткие (менее 3,5 см) округлые, почти невидны из-за меха. Длина тела до 35 см, хвоста 20—39 мм. Масса в зависимости от времени года — 240—1232 г.

## Среда обитания
Белогрудый ёж обитает на территории Армении, Азербайджана, Грузии, Ирана, Израиля, Ливана, России (в Дагестане, Чечне и Ингушетии), Сирии и Турции.
Избегает сплошных высокоствольных лесов. Предпочитает опушки лиственных лесов, берега каналов и речные долины, лесополосы, обочины полей, а также всякого рода окультуренные ландшафты — посёлки, приусадебные участки, скверы и парки. Активен в ночное время суток. Для отдыха самцы используют естественные укрытия; гнездо из листьев, мха, сена и веточек строится только на время зимовки. Продолжительность спячки зависит от климатических условий, возраста и количества жировых запасов зверька; в среднем она длится с ноября по конец марта. За спячку белобрюхий ёж теряет до 35 % массы тела, поэтому, чтобы перезимовать, ёж должен весить не менее 600 г, иначе он погибнет во время спячки.

## Питание
Основу питания белогрудых ежей составляют насекомые (жуки, прямокрылые, уховёртки, гусеницы); предпочитает различные виды жужелиц. Довольно часто поедает слизней, улиток, мокриц, дождевых червей, а также ягоды (земляника, клубника, малина, шелковица), мох, желуди, семена злаков и подсолнечника, грибы. Не брезгует падалью. На севере в рационе увеличивается доля позвоночных — амфибий, ящериц, мелких грызунов.

## Хищники, опасные для ежа
На белобрюхих ежей охотятся хищные птицы (совы), барсуки, хорьки и другие куньи.
Белогрудый ёж является хозяином различных внешних и внутренних паразитов (блохи, клещи, круглые и ленточные черви).

## Размножение
Сезон размножения растянут на все тёплое время года. Самки строят из сухих листьев, трав и веточек выводковые гнёзда длиной 20—30 см, шириной 15—20 см. Гнёзда располагаются в кустарнике, под кочками и камнями, даже в поленницах. За год самка приносит 1 помёт числом 3—8 детёнышей.

## Комментарии
1. ↑  В. Е. Соколовым в "Пятиязычный словарь названий животных. Млекопитающие" для вида Erinaceus concolor было предложено название "восточноевропейский ёж"[2], в это время Erinaceus concolor считался конспецифичным с Erinaceus roumanicus с использованием приоритетного названия E. concolor, но фактически название "восточноевропейский ёж" относилось именно к южному ежу, а не  белогрудому ежу, обитающему в пределах СССР на Кавказе.